# Maraaya
Maraaya – słoweński duet, wykonujący muzykę popową i założony w 2014. Duet tworzy producent muzyczny Aleš „Raay” Vovk i wokalistka Marjetka Vovk.

## Historia zespołu
Aleš i Marjetka Vovkowie zaczęli współpracę w 2014. Byli autorami utworów „Nisi sam (Your Light)” i „Prva ljubezen”, które reprezentowały Słowenię w Konkursie Piosenki Eurowizji dla Dzieci w 2014 i 2015. W 2015 pierwszy własny singiel – „Lovin’ Me” oraz pojawili się gościnnie w utworze „Rain in Your Eyes” LukeATa.
W 2015 z utworem „Here for You” zwyciężyli w finale programu EMA 2015 i, reprezentując Słowenię, zajęli 14. miejsce w finale 60. Konkursu Piosenki Eurowizji w Wiedniu. Z singlem „Here for You” dotarli do pierwszego miejsca słoweńskiej listy przebojów, spędzając łącznie siedem tygodni na szczycie notowania.
W 2016 wydali single: „Living Again” i „Nothing Left for Me”. W 2017 wydali trzy single: „Sjaj”, „It’s Complicated” (oba z gościnnym udziałem duetu BQL) i „Diamond Duck”, będący aluzją do prezydenta Stanów Zjednoczonych Donalda Trumpa oraz opowiadający o sytuacji politycznej na świecie. Ostatni singiel zadebiutował na pierwszym miejscu słoweńskiej listy przebojów.
We wrześniu 2017 podpisali kontrakt z wytwórnią Warner Music, zostając pierwszymi słoweńskimi artystami, którzy nawiązali współpracę z jednym z największych wydawnictw muzycznych na świecie.
W 2010 wzięli ślub. Mają dwóch synów, Vida i Oskara.

## Dyskografia
Single
- 2014 – „Lovin’ Me”
- 2015 – „Here for You”
- 2016 – „Living Again”
- 2016 – „Nothing Left for Me”
- 2017 – „Sjaj” (feat. BQL)
- 2017 – „It’s Complicated” (feat. BQL)
- 2017 – „Diamond Duck”